# Persea lingue
Persea lingue là một loài thực vật thuộc họ Lauraceae. Loài này có ở Argentina và Chile. Chúng hiện đang bị đe dọa vì mất môi trường sống.

## Hình ảnh

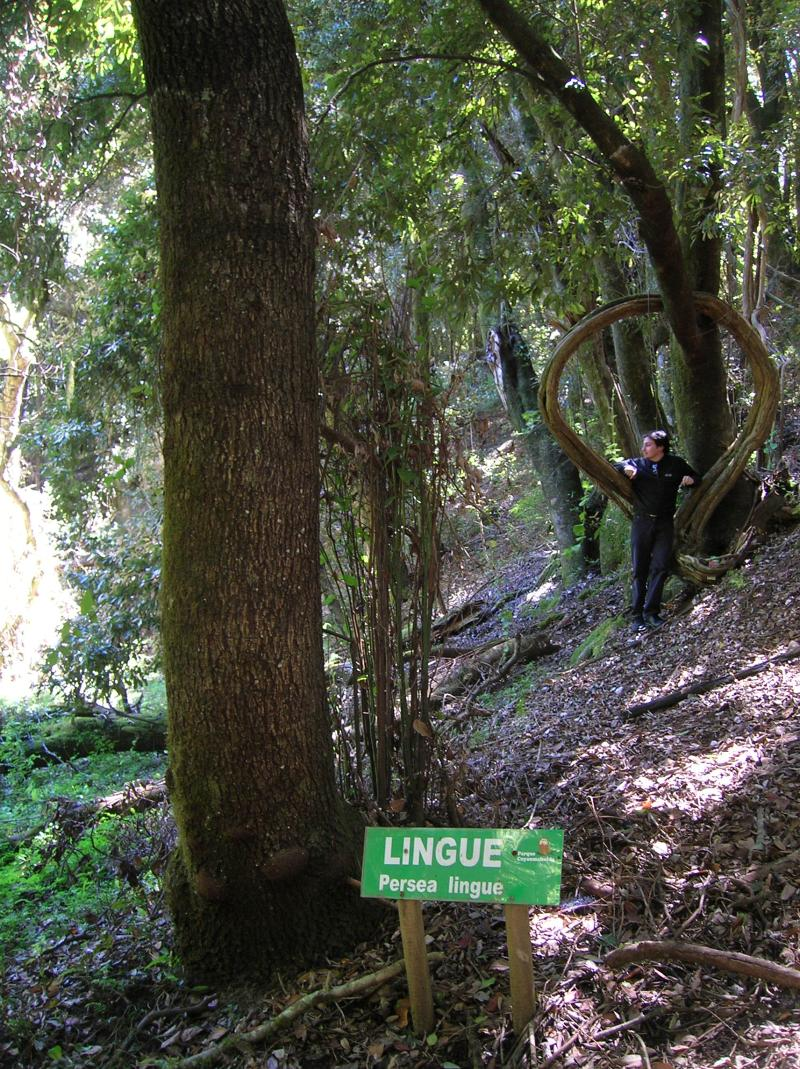
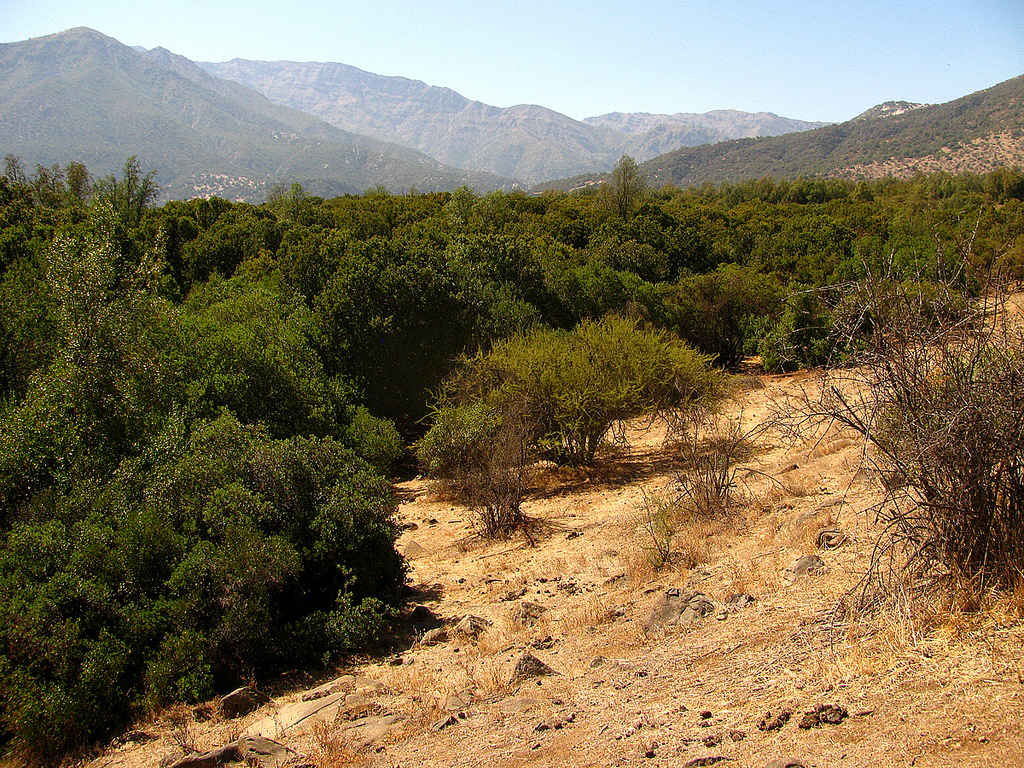